# 大和幸四郎
大和 幸四郎（やまと こうしろう）は、日本の弁護士である。福岡県・福岡市博多区出身。
1988年に中央大学法学部法律学科を卒業した後、1996年に司法試験に合格。1999年に佐賀県の武雄市にて開業した。
2000年に発生した西鉄バスジャック事件では、当時17歳だった加害者の付添人を務めた。彼の配偶者は、御厨 規三（みくりや のりぞう、1879年（明治12年）11月3日 – 1941年（昭和16年）8月20日）、津市長、佐世保市長、族籍は佐賀県士族）のひ孫にあたる。